# Out (poker)
Nel poker sono detti outs le carte che fanno aumentare le proprie probabilità di vincere la mano. Infatti in molti giochi del poker è previsto che un giocatore possa migliorare la propria mano con la calata di nuove carte:
- se si tratta di un gioco a carte comunitarie le carte comuni vengono calate in diversi momenti, vedi Texas hold 'em o Omaha e tutti i giocatori possono utilizzarle;
- anche nei stud poker le carte vengono calate in momenti diversi della mano, ma ogni giocatore ha le proprie carte e
- nei draw poker le carte sono tutte coperte, ma ogni giocatore può in taluni giochi (Deuce to 7 Triple Draw per esempio) cambiare le proprie carte.

Ogni volta che la mano evolve è importante che ogni giocatore sia in grado di valutare la propria situazione, fra i fattori che influenzano il giudizio vi sono appunto gli outs: bisogna valutare infatti le probabilità che la carta che verrà in seguito calata possa migliorare il punto a disposizione.
In realtà, durante il gioco, non conoscendo tutte le carte dell'avversario il giocatore può solo fare delle ipotesi sui propri OUTS: questo richiede una grande abilità.

## Semplice esempio
Il gioco che useremo come esempio è il semplice 5 card draw: ogni giocatore riceve 5 carte con la facoltà di cambiarne alcune o tutte dopo un giro di scommesse.
Il giocatore ha 5 carte in mano: 
asso, jack, 8, 5 di quadri e un 10 di fiori. Il giocatore ha carta isolata, un punto molto basso e che non garantisce molte possibilità di vittoria.
Adesso il giocatore può cambiare alcune carte per migliorare il suo punto.
Egli può puntare a legare (ossia a fare) un colore: ossia cambiare il suo 10 di fiori sperando di ricevere una carta di quadri.
Se ciò si realizza allora il giocatore ha tutte le carte di seme quadri: ha un colore, un punto non indifferente.
In questo caso i suoi outs erano 9; poiché:
- gli serviva una carta quadri;
- in ogni mazzo di carte francesi per ogni seme vi sono 13 carte;
- il giocatore aveva già 4 carte di quadri;

quindi aveva 9 outs essendo 13-4=9.

## Probabilità e outs
Contare gli outs è necessario per capire come agire.
Riutilizzando il precedente esempio possiamo benissimo dire che il giocatore  poteva cambiare 2 carte cercando di legare una coppia oppure una doppia coppia o anche un tris. Ma:
- se cambia una carta può fare coppia il 6,4% delle volte;
- se cambia una carta può fare colore il 19% delle volte;
- se cambia due carte fa una doppia coppia il 3,99% delle volte;
- ancora meno se cambia due carte per fare tris.

Quindi conveniva cambiare una carta.